# Pelechy
Pelechy település Csehországban, a Domažlicei járásban. Pelechy Tlumačov és Pasečnice településekkel határos. Lakosainak száma 79 fő (2024. január 1.).

## Népesség
A település lakosságának változását az alábbi diagram mutatja:
| Lakosok száma | 324  | 327  | 311  | 120  | 90   | 67   | 76   | 78   | 79   | 79   |
|               | 1869 | 1900 | 1921 | 1961 | 1980 | 2011 | 2016 | 2019 | 2021 | 2024 |